# Escut de Jafre
L'escut oficial de Jafre té el següent blasonament:
Escut caironat semipartit i truncat: 1r de porpra, una espasa d'or en banda per damunt d'un bàcul de bisbe d'or en barra; 2n faixat d'or i de gules; 3r de sinople, una faixa ondada d'atzur rivetada d'argent. Per timbre, una corona de poble.

## Història
El Ple de l'Ajuntament va assumir els criteris de l'Institut d'Estudis Catalans per a l'escut el 21 de juny del 2012, el qual va ser aprovat per la Generalitat el 5 de setembre del mateix any i publicat al DOGC núm. 6219 el 25 del mateix mes.
S'hi inclouen els atributs de sant Martí (l'espasa i el bàcul), patró del poble, i el faixat d'or i de gules dels comtes d'Empúries, que van tenir la jurisdicció sobre Jafre. La faixa ondada fa referència al riu Ter, que limita el municipi per l'oest i el sud.